# Setaphora camerata
Setaphora camerata är en kräftdjursart som beskrevs av Johann Moritz David Herold 1931. Setaphora camerata ingår i släktet Setaphora och familjen Philosciidae. Inga underarter finns listade i Catalogue of Life.